# Álvaro Fiúza de Castro
Álvaro Fiúza de Castro (* 19. Oktober 1889; † nach 1955) war ein brasilianischer Offizier, der zuletzt zwischen 1948 und 1955 im Range eines Generalmajors Chef des Generalstabes des Heeres war.

## Leben
Castro absolvierte eine Offiziersausbildung im Heer (Exército Brasileiro) der Streitkräfte (Forças Armadas do Brasil) und fand im Anschluss verschiedene Verwendungen als Offizier sowie Stabsoffizier. Am 15. Oktober 1931 wurde er zum Oberstleutnant sowie am 24. Mai 1937 zum Oberst befördert und war als solcher vom 7. Juni 1939 bis zum 27. Dezember 1940 Kommandant der Militärschule Realengo (Escola Militar do Realengo). Am 25. Dezember 1940 erfolgte seine Beförderung zum Brigadegeneral. Später war er vom 11. Juli 1942 bis Januar 1943 kommissarischer Kommandeur der 7. Militärregion (7.ª Região Militar) und wurde am 25. März 1946 zum Generalmajor befördert. 1946 war er Mitglied der brasilianischen Delegation im Gemeinsamen Brasilianisch-US-amerikanischen Verteidigungsausschuss und zuletzt von 1948 bis 1955 Chef des Generalstabes des Heeres.

## Weblink
- Eintrag in Generals.dk

| Personendaten    | Personendaten                |
| ---------------- | ---------------------------- |
| NAME             | Castro, Álvaro Fiúza de      |
| KURZBESCHREIBUNG | brasilianischer Generalmajor |
| GEBURTSDATUM     | 19. Oktober 1889             |
| STERBEDATUM      | nach 1955                    |